# MThB RBDe 566
De RBDe 566, Neuer Pendelzug, ook wel Kolibri genoemd, is een elektrisch treinstel bestemd voor het regionaal personenvervoer van de Mittelthurgaubahn (MThB).

## Geschiedenis
De vier prototype treinen werden door Schweizerische Bundesbahnen (SBB) in 1981 besteld. Zij bestonden uit een motorwagen met kenmerk RBDe 4/4 en de nummers 2100 t/m 2103 samen met een stuurstandrijtuig met kenmerk Bt. Deze treinen werden alle niet gemoderniseerd.
De RBDe 560 en aansluitende serie RBDe 561, RBDe 562, RBDe 566 en RBDe 568 zijn tussen 1982 en 1995 gebouwd. De eerste serie bestond uit 80 treinen. De vervolgserie bestond uit 42 treinen. Bovendien werden nog eens 2 treinen gebouwd voor de Chemin de fer Pont-Brassus (PBr) en 4 treinen gebouwd voor de Mittelthurgaubahn (MThB). Vervolgens werden er nog 4 treinen gebouwd voor de Schweizerische Südostbahn (SOB) en 2 treinen gebouwd voor de Montafonerbahn (MBS). In totaal zijn er van deze serie 134 treinen gebouwd.
Voor het regionaal personenvervoer op de Seehas kocht de Mittelthurgaubahn (MThB) vier treinen uit de lopende productie van de Schweizerische Bundesbahnen (SBB). De bestelling van SBB werd toen met vier verhoogd. In 1995 werd vier eveneens voor SBB gebouwde tussen rijtuigen gekocht.

## Constructie en techniek
Dit zijn treinen bestaande uit een motorwagen, een stuurstandrijtuig van hetzelfde model aangevuld met een of meer tussenrijtuigen bestemd voor regionaal personenvervoer van de SBB. Als tussenrijtuig werd gekozen voor het aanpassen van ouder type rijtuigen, namelijk van het type EW I en EW II. Van deze serie kregen de treinen met afwijkingen een ander serienummer, namelijk RBDe 560, RBDe 561, RBDe 562 en RBDe 568.
In 2008 werd begonnen met een moderniseringsprogramma. Onder meer de tussenrijtuigen worden vervangen door nieuwe tussenrijtuigen met een lagevloerdeel. Deze treinen worden ook wel NPZ Domino genoemd.
Deze treinen zijn ook in het moderniseringsprogramma opgenomen.

### Vernummering
De treinen van de Mittelthurgaubahn (MThB) zijn beëindigen van alle activiteiten op 31 december 2002 overgenomen door de Schweizerische Bundesbahnen (SBB) en in 2008 in de serie RBDe 561 als volgt vernummerd:
| RBDe | 566 561 | 631-634 171-174 (vernummerd in 2008) | motorwagen (171 is na een ongeluk op 06.10.2011 buiten dienst gesteld)        |
| Bt   | 29-35   | 211-216 971-976 (vernummerd in 2008) | stuurstandrijtuig (976 is na een ongeluk op 06.10.2011 buiten dienst gesteld) |
| AB   | 30-35   | 671-674                              | tussenrijtuig                                                                 |

### Andere NPZ
De treinen van de Schweizerische Bundesbahnen (SBB), de BLS, de Schweizerische Südostbahn (SOB), de Chemin de fer Pont-Brassus (PBr) en de Montafonerbahn (MBS) met de SBB RBDe 560.

## Treindiensten
De treinen werden door Mittelthurgaubahn ingezet op het volgend traject.
- Seehas, Konstanz - Engen over de Hochrheinbahn en de Schwarzwaldbahn

De treinen worden door Schweizerische Bundesbahnen ingezet op de trajecten.
- S-Bahn Luzern

en het BLS traject.
- Langenthal - Wolhousen.

## Foto's

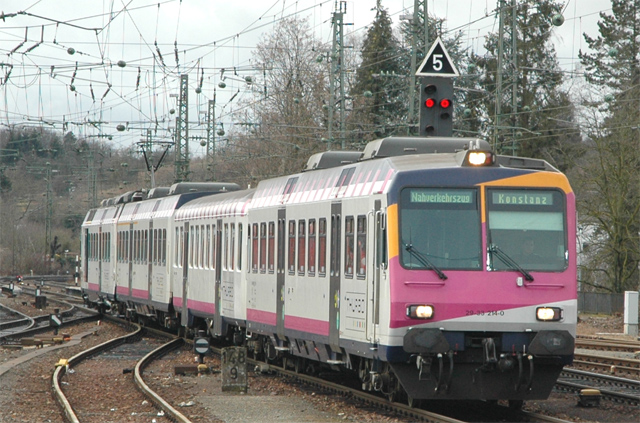
Bt 29-33 214-0 op 16 februari 2006 te Singen
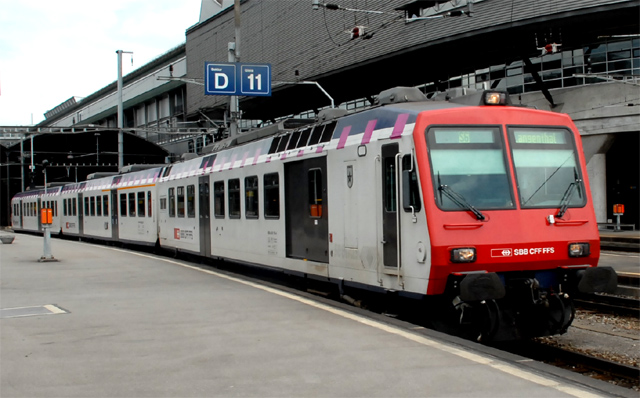
ex MThB op op 27 mei 2007 in Luzern